# リーマン関数
リーマン関数 (英: Riemann function) は、1861年にリーマンが「至るところ微分不可能な連続関数」の例として使用したとされる次の関数である。
{\displaystyle f(x)=\sum _{n=1}^{\infty }{\frac {\sin {(n^{2}x)}}{n^{2}}}}
しかしながら、次の条件で微分可能であることがわかっている。
{\displaystyle f'(x_{0})=-{\frac {1}{2}}}
ここで、{\displaystyle x_{0}=\pi {\frac {2A+1}{2B+1}}\quad A,B\in \mathbb {Z} }